# Symmorium
Genre
Symmorium est un genre éteint de poissons cartilagineux qui donne son nom à la famille des Symmoriidae (ordre des Symmoriida). Le genre est connu en Amérique du Nord et en Russie. Il vit au cours du Dévonien terminal (Famennien) et du Carbonifère, entre environ -376 et -307 Ma (millions d'années).

## Description
Comme beaucoup d'autres Symmoriida (Cobelodus, Stethacanthus, Akmonistion…), Symmorium possède des appendices allongés, en forme de tentacules pointus, enracinés à la base des nageoires pectorales et longs d'environ 30 cm. Le rôle de ces appendices n'est pas clairement établi (élément de reconnaissance, rôle sensoriel dans la recherche des proies...).

## Liste des espèces
Une seule espèce est clairement rattachée au genre :
- † Symmorium reniforme Cope, 1893[2]

L'attribution au genre Symmorium des autres espèces est discutée :
- † Symmorium glabrum
- † Symmorium occidentalis